# Bulbotoplana acephala
Bulbotoplana acephala är en plattmaskart som beskrevs av Ax 1955. Bulbotoplana acephala ingår i släktet Bulbotoplana och familjen Otoplanidae. Inga underarter finns listade i Catalogue of Life.